# Горькое Озеро
Го́рькое О́зеро— посёлок в Здвинском районе Новосибирской области. Входит в состав Сарыбалыкского сельсовета.

## География
Площадь посёлка — 34 гектара

## История
В 1976 году указом Президиума Верховного Совета РСФСР посёлок фермы № 2 совхоза «Сарыбалыкский» переименован в Горькое Озеро.

## Население
| 2002 | 2007 | 2010 |
| ---- | ---- | ---- |
| 156  | ↗173 | ↘81  |

## Инфраструктура
В посёлке по данным на 2007 год функционируют 1 учреждение здравоохранения, 1 образовательное учреждение.